# Nedda Casei
Nedda Casei (* 9. September 1932 in Baltimore; † 20. Januar 2020 in New York City) war eine US-amerikanische Opernsängerin (Mezzosopran).

## Leben
Sie studierte zunächst Gesang bei William P. Herman, Vittorio Piccinini und Loretta Corelli sowie am Mozarteum in Salzburg. Ihr Operndebüt gab sie 1960 im Théâtre de la Monnaie in Brüssel.  Im gleichen Jahr sang sie auch erstmals an der Mailänder Scala.
Casei wirkte 21 Jahre an der Metropolitan Opera, aber auch in Europa und wurde besonders durch ihre Interpretationen von Mozart-Werken bekannt.

## Auszeichnungen
Nedda Casei erhielt innerhalb ihrer Karriere zahlreiche Auszeichnungen, darunter:
- New York State Study Grant (1979, 1980, 1981)
- Outstanding Young Singers Award, (1959)
- Martha Baird Rockefeller Foundation Award (1962–64)
- Community Leaders and Noteworthy Americans (1975–1976)
- Woman of Achievement Award (1969).